# Stratège
 (février 2020).
Si vous disposez d'ouvrages ou d'articles de référence ou si vous connaissez des sites web de qualité traitant du thème abordé ici, merci de compléter l'article en donnant les références utiles à sa vérifiabilité et en les liant à la section « Notes et références ».
Pour les articles homonymes, voir Stratège (homonymie).

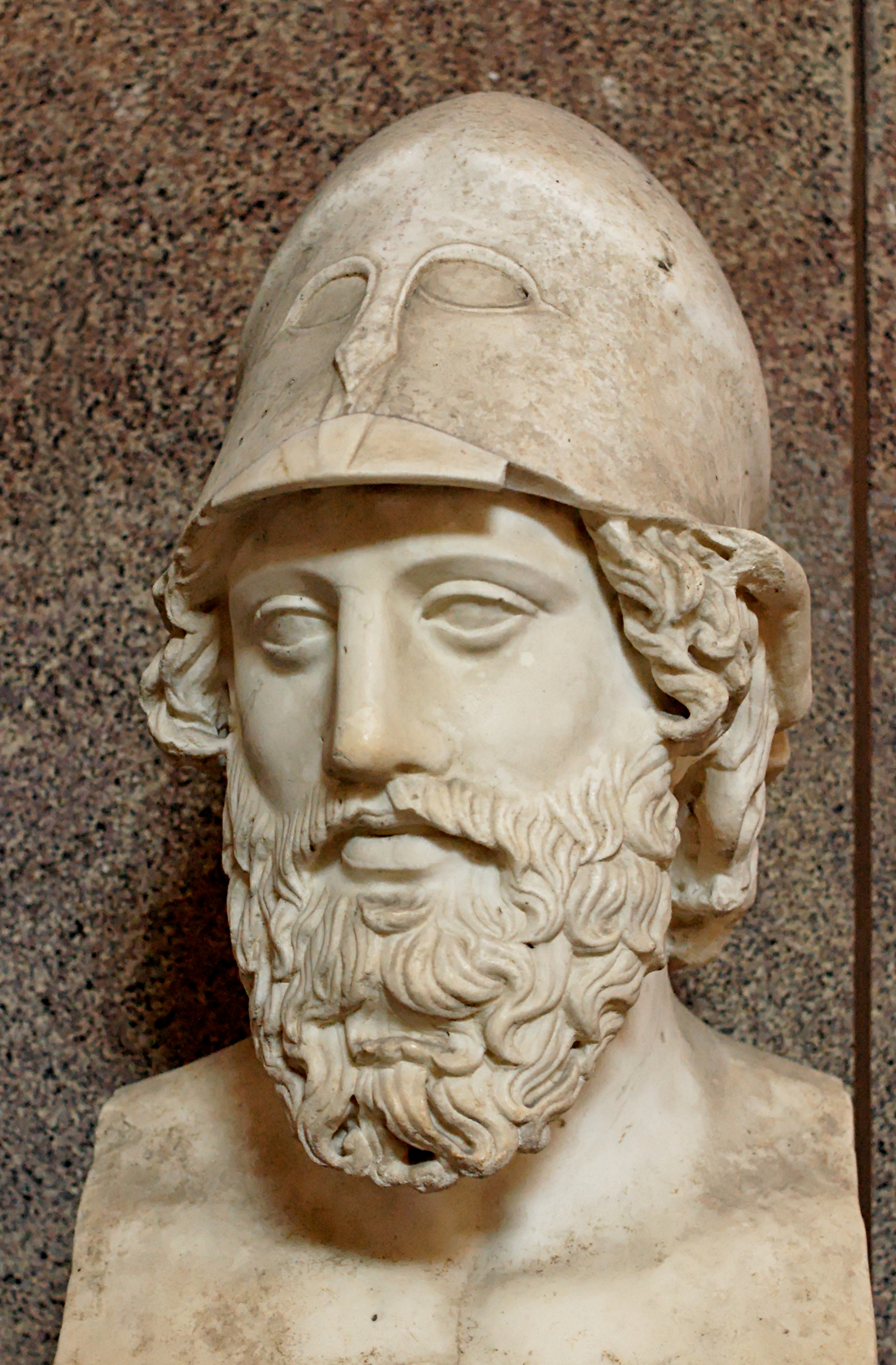
Thémistocle, stratège, coiffé d’un casque corinthien (400 av. J.-C.) Copie romaine.

Un stratège (du grec ancien στρατηγός / stratêgós, au sens premier « chef d'armée, général ») est un membre du pouvoir exécutif d'une cité grecque, qu'il soit élu ou coopté. Il est utilisé en grec pour désigner un militaire général. Dans le monde hellénistique et l'Empire byzantin, le terme a également été utilisé pour décrire un gouverneur militaire. Dans la Grèce contemporaine (XIXe siècle jusqu'à nos jours), le stratège est un général et a le rang d'officier le plus élevé.
À l'époque où les cités grecques avaient chacune leur propre milice et leur propre politique étrangère, les questions de politique militaire étaient incluses dans les responsabilités des dirigeants de ces cités comme le montre le parcours des stratèges les plus connus tels que Périclès et Cléon.

## Grèce classique
À l'époque homérique, le commandement des armées revenait aux rois et à l'époque archaïque aux nobles alors que dans la cité grecque de l'époque classique, les stratèges sont des magistrats civils, dont la charge inclut la conduite des affaires militaires, donc celle de l'armée. De ce fait, à Athènes, le bureau des stratèges existait déjà au VIe siècle av. J.-C., mais ce ne fut qu'avec les réformes de Clisthène vers 508-507. av. J.-C, qu'elle prend sa forme classique : les stratèges, au nombre de dix, étaient élus chaque année, au sein de chacune des dix tribus (phylai) créées après la réforme de Clisthène. Les dix avaient un statut égal et ont remplacé les Polémarques, qui avaient jusque-là le commandement militaire de haut rang. Les dix généraux ont été choisis parmi une centaine d'officiers, qui étaient élus, et parmi eux, c'étaient les plus importants. Pendant la démocratie il y avait une tendance à sélectionner les officiers parmi le peuple, mais le général devait posséder à la fois une expérience en temps de guerre et une expertise dans les rapports diplomatiques, une tâche généralement réservée aux membres de la classe aristocratique.
Après la bataille de Marathon en 490. av. J.-C. (selon Hérodote), ils ont décrété la stratégie par un vote majoritaire et chacun a tenu la présidence dans une rotation quotidienne. À cette date, les polémarques avaient une voix prépondérante parmi plusieurs candidats puisqu'ils étaient commandants en chef. Sur cette bataille, les 10 stratèges athéniens étant partagés, c'est le polémarque Callimachos d'Aphidna, le onzième votant, qui entraîne la décision de combattre (Hérodote, VI, 110-111). Mais dès 486. av. J.-C., les polémarques, comme les autres archontes, ont été nommés par tirage au sort. L’élection annuelle du stratège a eu lieu au printemps, et leur mandat coïncidait avec l'année athénienne ordinaire, à partir de la mi-été jusqu'à la mi-été suivante. Si un stratège meurt ou est démis de ses fonctions, une élection partielle peut avoir lieu pour le remplacer. À la Bataille de Salamine en 480. av. J.-C, Thémistocle, le général athénien, utilise la ruse pour pousser les Perses à engager la bataille. À leur tour, Aristide et Cimon exploitaient jusqu'à leur terme les premiers succès grecs.
Le strict respect du principe d'un stratège pour chaque tribu a duré jusqu'à 440. av. J.-C. Après cette date, deux stratèges pouvaient être sélectionnés pour la même tribu et une autre tribu était laissée sans stratège, parfois parce qu'aucun candidat n'était disponible. Ce système est poursuivi jusqu'à 356/357. av. J.-C., mais lorsque Aristote écrit sa Constitution des Athéniens en 330. av. J.-C., les nominations ont été faites sans aucune référence à l'appartenance tribale. Par conséquent, au cours de la période hellénistique, bien que le nombre des tribus fût augmenté, le nombre de stratèges resta à dix.

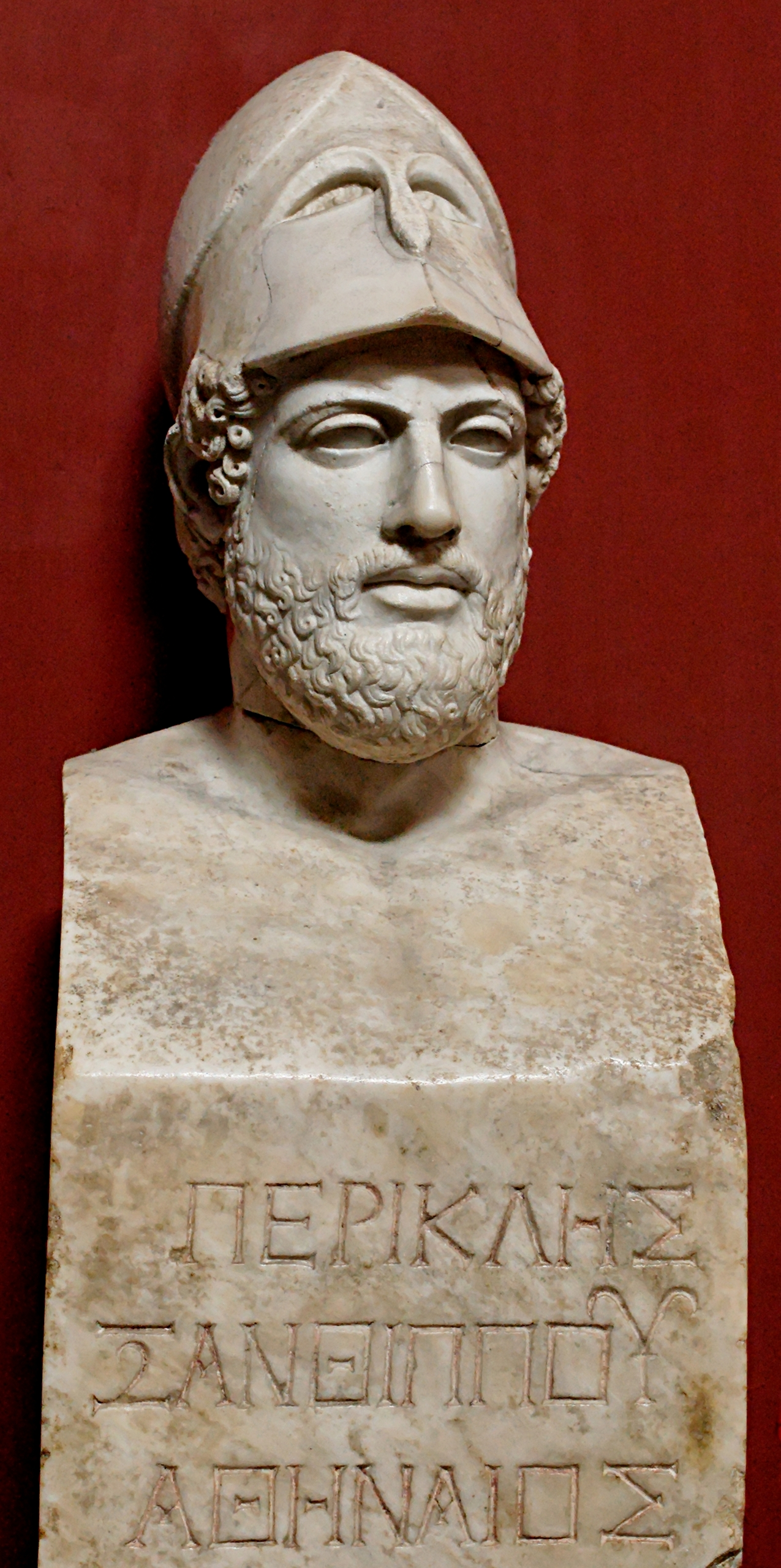
Périclès, élu stratège 29 fois dont 21 fois de suite entre 461. av. J.-C et 429. av. J.-C

Mais les stratèges étant avant tout des hommes politiques, leur expérience militaire est souvent limitée. Le stratège Démosthène connaît un échec en Etolie en 426. av. J.-C. et ne parvient pas à s'emparer de l'île de Sphactérie en 424. av. J.-C., alors que Cléon réussit là où son collègue avait échoué et réalise l'exploit de capturer un contingent de Spartiates. L'historien Thucydide, qui est stratège, ne peut empêcher les Spartiates de s'emparer d'Amphipolis, ce qui va lui coûter une condamnation et lui donne le temps d'écrit Histoire de la guerre du Péléponnèse. Pour ce qui est de Nicias, décrit comme un homme intègre par Thucydide mais aussi soucieux du bien de sa cité, Athènes, son manque d'esprit de décision va entraîner la défaite finale du corps expéditionnaire Athénien en Sicile en 413. av. J.-C. Alcibiade va s'efforcer de tirer avantage de la guerre pour ses visées personnelles. Ainsi, ces exemples montrent le caractère particulier de la stratégie à Athènes au Ve siècle av. J.-C. : les stratèges sont avant tout des politiciens et non des militaires même s'ils sont commandants de milice. Certains ont combiné leur bureau militaire avec un rôle politique comme Thémistocle, Aristide le Juste, Cimon ou Périclès : leur pouvoir venait surtout de leur charisme politique personnel. Périclès a pris les rênes du gouvernement de 443. av. J.-C. à 430. av. J.-C., à Athènes, en étant plusieurs fois stratège. Selon Thucydide, son influence était si grande à Athènes, qu'il aurait mis en place un régime monarchique.
Ensuite, le pouvoir politique passa aux orateurs après le Ve siècle, les stratèges étant limités à leurs fonctions militaires. Au début, les stratèges étaient nommés ad hoc (ici quelqu'un de compétent pour une tâche précise, avec une notion de temporalité, de mission avec une durée) à différentes missions. En campagne, plusieurs stratèges, généralement jusqu'à trois, pouvaient être placés conjointement dans la bataille, et, contrairement à d'autres États grecs où le bureau de Navarque commandait la marine, le stratège athénien commandait à la fois en mer et sur terre. Dès le IVe siècle av. J.-C., le stratège a reçu de plus en plus des missions spécifiques, telles que la défense de l'Attique, ou une mission chargée des expéditions à l'étranger ; deux stratèges responsables du port de guerre du Pirée ou encore des stratèges, responsable de l'équipement des navires de guerre. Cela fut généralisé à l'époque hellénistique, lorsque chaque stratège a reçu des avantages spécifiques.
Le peuple athénien garde un œil sur ses stratèges. Comme d'autres magistrats à la fin de leur mandat, ils étaient soumis aux Euthynai, et en plus, il y avait un vote à l'Ecclésia au cours de chaque prytanie où était posée la question de savoir s'ils effectuaient bien leurs fonctions: c'était donc des enquêtes qui menaient à un procès public, dans lesquels ont été entendus ceux qui avaient combattu sous le commandement du général. Si le vote était défavorable, il était déposé et jugé par un jury. Périclès a été démis de ses fonctions en 430. av. J.-C en tant que stratège avec une amende, et en 406. av. J.-C., les huit stratèges qui commandaient la flotte à la bataille des Arginuses, ont tous été démis de leurs fonctions et condamnés à mort pour avoir omis de récupérer les survivants.
Le titre de stratège apparaît pour d'autres États grecs à l'époque classique, mais il est difficile de savoir si c'est une fonction réelle, ou s'il était utilisé comme un terme générique pour le commandant militaire. Les stratèges, comme bureau est attesté au moins pour Syracuse à partir de la fin du Ve siècle av. J.-C., Érythrée et dans le Koinon des Arcadiens vers 360. av. J.-C.
Sparte offre une image contrastée. L'un des rois de Sparte fut appelé à prendre la tête de l'armée lorsqu'elle part en expédition, alors que l'autre ne quitte pas la cité. Le roi s'expose au risque de prendre une autorité disproportionnée, ce qui peut entraîner sa condamnation. Lysandre, le vainqueur de la bataille d'Aigos Potamos et auteur de la victoire finale sur Athènes (405-404. av. J.-C.), s'impose par ses qualités militaires et politiques, mais il ouvre la voie à l'exercice du pouvoir personnel. Le roi Agésilas, dont Xénophon est un admirateur, conduit avec succès des expéditions largement personnelles en Asie Mineure (en 398-394. av. J.-C.).
Au IVe siècle, par le modèle des stratèges qui commandent la troupe des Dix Mille, la professionnalisation de rôle du commandant militaire s'accentue. L'ambition des officiers est la gloire personnelle, la fortune et non plus le bien de la cité en priorité. Le chef doit diriger une communauté de soldats. Elle est présente chez Iphicrate, qui passe maître dans le commandement de détachements de troupes légèrement armées. Au milieu du IVe siècle av. J.-C., les Athéniens confient leur sort à trois stratèges : Charès, Chabrias et Charidémos, dont l'action sera contestée par les orateurs. Peu soutenus par les Athéniens, ils se tournent contre les alliés ou les navires de commerce pour assurer la solde de leurs hommes. Timoléon de Corinthe, est envoyé en Sicile en 345-344. av. J.-C. à la tête d'une petite troupe de mercenaires. Grâce à ses conquêtes (Syracuse, Leontinoi), il acquiert une puissance exceptionnelle par le bon usage de son armée, à l'inverse du pouvoir civil des cités qu'il était censé secourir. Les stratèges sont devenus des hommes de guerre et non plus des politiques comme au Ve siècle av. J.-C., ils laissent ce pouvoir politique aux orateurs. Durant cette période, les stratèges participent aux batailles. Certains sont tués au combat, sans savoir à quels postes de la phalange ils se situent lors de l'engagement. Si à Sparte, le roi combattait au premier rang, dans d'autres armées le commandant en chef reste en retrait pour mieux diriger les opérations. Alexandre le Grand, s'élançait toujours à la tête de la cavalerie.
Les stratèges sont distingués par la couleur de leur cimier. La mort du stratège, du roi spartiate ou d'une manière générale du commandant, peut avoir un effet négatif sur le moral de la troupe, et par conséquent sur l'issue de la bataille. Il est probable qu'en principe, le poste de général ne soit pas interdit à tout citoyen athénien, mais en réalité, il a été réservé aux membres de la haute société. Le bureau du général était extrêmement rentable : en effet, même s'ils étaient payés seulement en temps de guerre, il était coutume qu'ils reçoivent une partie du butin de guerre et que les ambassades des autres villes en temps de paix leur fissent des cadeaux somptueux.
La récompense du commandant est une part de choix du butin et qu'il préside à la distribution des profits de la guerre.
Le titre de Stratège Autocrate a également été utilisé pour les généraux dotés de larges pouvoirs. Ainsi, Philippe II de Macédoine a été élu Stratège autocrate(commandant en chef avec les pleins pouvoirs) de la Ligue de Corinthe.

## Époque hellénistique et romaine
Sous Philippe II de Macédoine, le titre de Stratège a été utilisé pour les commandants sur les affectations individuelles comme les quasi-représentants du roi, souvent avec un titre indiquant leur domaine de responsabilité. Dans les empires hellénistiques des Diadoques, dont les Lagides d'Égypte, le stratège est devenu un bureau de gouverneur combinant un rôle civil avec des fonctions militaires. En Égypte, le stratège était à l'origine responsable des colons militaires grecs (Clérouques) établis dans le pays. Ensuite, ils ont assumé un rôle dans l'administration aux côtés des nomarques, le gouverneur de chaque Nomes, et les Oikonomos, chargés des affaires fiscales. À l'époque de Ptolémée II (283-246. av. J.-C.), le stratège était le chef de l’administration provinciale, alors qu'à l'inverse son rôle militaire diminue, les Clérouquies étaient progressivement démilitarisés. Ptolémée V (204-181. av. J.-C.) a établi le bureau de l’epistrategos pour superviser l'individu stratège. Ce dernier était devenu fonctionnaire, combinant le rôle des nomarques et les oikonomos, tandis que les epistrategos gardent le pouvoir du commandement militaire. De plus, il existe l'Hypostrategos, désigné comme subordonné. le système administratif ptolémaïque a survécu dans la période romaine, où les epistrategos ont été subdivisés en trois ou quatre bureaux. Le bureau en grande partie a conservé ses fonctions ptolémaïques et a continué à être tenu par la population du pays.
Dans la Ligue achéenne, le stratège, qui a l'autorité politique et militaire suprême, était élu par l'Assemblée de temps en temps et avait une durée annuelle et renouvelable, mais il ne pouvait pas être immédiatement consécutif d'une autre même affectation. Depuis 190. av. J.-C., il a été décidé de supprimer la contrainte des mandats non-consécutifs, en permettant à Philopoemen d'obtenir cinq charges sans interruption de 191. av. J.-C. à 186. av. J.-C. : Philopœmen recouvra la charge de stratège 8 fois, dépassé par Aratos de Sicyone, qui a été stratège 16 fois. Mis à part Philopoemen et Aratos, d'autres stratèges ont été élus plus d'une fois comme Arcone avec 6 mandats, Timoxenus avec 4, Lydiadas de Megalopolis, Aristeno de Megalopolis avec 3 mandats et Lycortas de Megalopolis, Cicliada Fara avec 2 mandats.
Le Royaume des Odryses de Thrace a été divisé en strategiai, chacun dirigé par un stratège, sur la base des diverses tribus et sous-tribus thraces. Au moment de l'annexion du Royaume par l'Empire romain en 46, il y avait 50 de ces districts, qui ont été retenus dans la nouvelle province romaine, mais disparaissent peu à peu. en 136, le dernier d'entre eux a été supprimé.
Sous la République romaine et sous le principat, les historiens grecs utilisaient souvent le terme stratège en se référant au bureau politique/ militaire romain de préteur. Elle peut être trouvée dans le Nouveau Testament, pour faire référence au bureau du propréteur.

## Empire byzantin
Dans l'Empire byzantin, à partir du VIIe siècle, un stratège est le commandant d'un thème et de son armée. Il est le détenteur des pouvoirs civils et militaires au sein de cette province. Le terme « monostratège » (monostrategos, « seul général ») désigne un stratège qui a autorité sur plusieurs thèmes.